# Timothy Bowes-Lyon, XVI conte di Strathmore e Kinghorne
Timothy Bowes-Lyon, XVI conte di Strathmore e Kinghorne (Londra, 18 marzo 1918 – Londra, 13 settembre 1972), è stato un nobile britannico.

## Biografia
Timothy Patrick Bowes-Lyon, fu il figlio secondogenito di Patrick Bowes-Lyon, XV Conte di Strathmore e Kinghorne e nipote della regina madre Elizabeth Bowes-Lyon, moglie del re Giorgio VI del Regno Unito. Egli era cugino di primo grado della regina Elisabetta II del Regno Unito.
Dopo la morte del fratello maggiore durante la Seconda guerra mondiale nel 1941, egli prese il titolo di Lord Glamis. Nel 1949, egli succedette al padre Patrick Bowes-Lyon, XV Conte di Strathmore e Kinghorne. Egli sposò una infermiera irlandese di origini comuni Mary Bridget Brennan, che morì in circostanze misteriose l'8 settembre 1967. La loro unica figlia, Caroline Frances Bowes-Lyon (8 dicembre 1959 - 1º gennaio 1960), morì nel primo anno di vita. Alla sua morte nel 1972, gli succedette il cugino di primo grado Michael Bowes-Lyon.

## Ascendenza
|                                                            |                                      |                                        | Genitori                                 |  |  | Nonni |  |  | Bisnonni                                                   |  |  | Trisnonni                                 |  |
|                                                            |                                      |                                        |                                          |  |  |       |  |  | 8. Claude Bowes-Lyon, XIII conte di Strathmore e Kinghorne |  |  | 16. Thomas George Lyon-Bowes, Lord Glamis |  |
|                                                            |                                      |                                        |                                          |  |  |       |  |  | 8. Claude Bowes-Lyon, XIII conte di Strathmore e Kinghorne |  |  | 16. Thomas George Lyon-Bowes, Lord Glamis |  |
|                                                            |                                      | 17. Charlotte Grimstead                |                                          |  |  |       |  |  | 8. Claude Bowes-Lyon, XIII conte di Strathmore e Kinghorne |  |  |                                           |  |
| 4. Claude Bowes-Lyon, XIV conte di Strathmore e Kinghorne  |                                      |                                        |                                          |  |  |       |  |  | 8. Claude Bowes-Lyon, XIII conte di Strathmore e Kinghorne |  |  |                                           |  |
|                                                            |                                      | 9. Frances Dora Smith                  | 18. Oswald Smith                         |  |  |       |  |  |                                                            |  |  |                                           |  |
|                                                            |                                      | 9. Frances Dora Smith                  | 18. Oswald Smith                         |  |  |       |  |  |                                                            |  |  |                                           |  |
|                                                            |                                      | 9. Frances Dora Smith                  | 19. Henrietta Mildred Hodgson            |  |  |       |  |  |                                                            |  |  |                                           |  |
| 2. Patrick Bowes-Lyon, XV conte di Strathmore e Kinghorne  |                                      | 9. Frances Dora Smith                  |                                          |  |  |       |  |  |                                                            |  |  |                                           |  |
|                                                            |                                      | 10. Charles Cavendish-Bentinck         | 20. Charles Bentinck                     |  |  |       |  |  |                                                            |  |  |                                           |  |
|                                                            |                                      | 10. Charles Cavendish-Bentinck         | 20. Charles Bentinck                     |  |  |       |  |  |                                                            |  |  |                                           |  |
|                                                            |                                      | 10. Charles Cavendish-Bentinck         | 21. Anne Wellesly                        |  |  |       |  |  |                                                            |  |  |                                           |  |
| 5. Cecilia Cavendish-Bentinck                              |                                      | 10. Charles Cavendish-Bentinck         |                                          |  |  |       |  |  |                                                            |  |  |                                           |  |
|                                                            |                                      | 11. Louisa Burnaby                     | 22. Edwyn Burnaby                        |  |  |       |  |  |                                                            |  |  |                                           |  |
|                                                            |                                      | 11. Louisa Burnaby                     | 22. Edwyn Burnaby                        |  |  |       |  |  |                                                            |  |  |                                           |  |
|                                                            |                                      | 11. Louisa Burnaby                     | 23. Anne Caroline Salisbury              |  |  |       |  |  |                                                            |  |  |                                           |  |
| 1. Timothy Bowes-Lyon, XVI conte di Strathmore e Kinghorne |                                      | 11. Louisa Burnaby                     |                                          |  |  |       |  |  |                                                            |  |  |                                           |  |
|                                                            | 12. George Osborne, IX duca di Leeds | 24. George Osborne, VIII duca di Leeds |                                          |  |  |       |  |  |                                                            |  |  |                                           |  |
|                                                            | 12. George Osborne, IX duca di Leeds | 24. George Osborne, VIII duca di Leeds |                                          |  |  |       |  |  |                                                            |  |  |                                           |  |
|                                                            | 12. George Osborne, IX duca di Leeds | 25. Harriet Leveson-Gower              |                                          |  |  |       |  |  |                                                            |  |  |                                           |  |
| 6. George Osborne, X duca di Leeds                         | 12. George Osborne, IX duca di Leeds |                                        |                                          |  |  |       |  |  |                                                            |  |  |                                           |  |
|                                                            |                                      | 13. Frances Pitt-Rivers                | 26. George Pitt-Rivers, IV barone Rivers |  |  |       |  |  |                                                            |  |  |                                           |  |
|                                                            |                                      | 13. Frances Pitt-Rivers                | 26. George Pitt-Rivers, IV barone Rivers |  |  |       |  |  |                                                            |  |  |                                           |  |
|                                                            |                                      | 13. Frances Pitt-Rivers                | 27. Susan Leveson-Gower                  |  |  |       |  |  |                                                            |  |  |                                           |  |
| 3. Dorothy Osborne                                         |                                      | 13. Frances Pitt-Rivers                |                                          |  |  |       |  |  |                                                            |  |  |                                           |  |
|                                                            |                                      | 14. George Lambton, II conte di Durham | 28. John Lambton, I conte di Durham      |  |  |       |  |  |                                                            |  |  |                                           |  |
|                                                            |                                      | 14. George Lambton, II conte di Durham | 28. John Lambton, I conte di Durham      |  |  |       |  |  |                                                            |  |  |                                           |  |
|                                                            |                                      | 14. George Lambton, II conte di Durham | 29. Louisa Elizabeth Grey                |  |  |       |  |  |                                                            |  |  |                                           |  |
| 7. Katherine Lambton                                       |                                      | 14. George Lambton, II conte di Durham |                                          |  |  |       |  |  |                                                            |  |  |                                           |  |
|                                                            |                                      | 15. Beatrix Hamilton                   | 30. James Hamilton, I duca di Abercorn   |  |  |       |  |  |                                                            |  |  |                                           |  |
|                                                            |                                      | 15. Beatrix Hamilton                   | 30. James Hamilton, I duca di Abercorn   |  |  |       |  |  |                                                            |  |  |                                           |  |
|                                                            |                                      | 15. Beatrix Hamilton                   | 31. Louisa Jane Russell                  |  |  |       |  |  |                                                            |  |  |                                           |  |
|                                                            |                                      | 15. Beatrix Hamilton                   |                                          |  |  |       |  |  |                                                            |  |  |                                           |  |